# Khaled Salem
Khaled Jemal Abdulrahman Salem (arab. خالد سالم; ur. 17 listopada 1989 w Tulkarm) – palestyński piłkarz grający na pozycji napastnika. Od 2016 zawodnikiem klubu Hilal Al-Quds Club.

## Kariera piłkarska
Swoją karierę piłkarską Salem rozpoczął w klubie Markaz Tulkarm, w którym zadebiutował w 2007 roku w West Bank Premier League. W 2011 roku przeszedł do Shabab Al-Dhahiriya SC. W sezonie 2012/2013 wywalczył z nim mistrzostwo West Bank Premier League, a w sezonie 2013/2014 - wicemistrzostwo. Wiosną 2014 grał w Markaz Tulkarm. Z kolei od lata 2014 do końca 2015 był zawodnikiem Hilal Al-Quds Club. Wiosną 2016 ponownie był zawodnikiem Markaz Tulkarm, a latem 2016 wrócił do Hilal Al-Quds Club. W sezonach 2016/2017 i 2017/2018 został z nim mistrzem West Bank Premier League.

## Kariera reprezentacyjna
W reprezentacji Palestyny Salem zadebiutował 22 sierpnia 2011 w przegranym 1:4 towarzyskim meczu z Indonezją. W 2015 roku został powołany do kadry na Puchar Azji 2015, a w 2019 na Puchar Azji 2019.